# Englerina drummondii
Englerina drummondii är en tvåhjärtbladig växtart som beskrevs av Simone Balle och R.M. Polhill & D. Wiens. Englerina drummondii ingår i släktet Englerina och familjen Loranthaceae. Inga underarter finns listade i Catalogue of Life.